# Mallinathapura, Malavalli
Mallinathapura là một làng thuộc tehsil Malavalli, huyện Mandya, bang Karnataka, Ấn Độ.